# Heinrich (Pfannberg)
Heinrich von Pfannberg (* vor 1241; † 24. Juli 1282) war Graf von Pfannberg, Landeshauptmann von Steiermark 1253 sowie Oberster Landrichter der Steiermark 1276–1279.

## Leben und Wirken
Er war ein Sohn von Graf Ulrich II. († 1249) und der letzten Gräfin von Lebenau und spielte – besonders im Vergleich mit seinen Brüdern Ulrich, Bernhard und Siegfried – eine herausragende Rolle im politischen Leben der Steiermark in der chaotischen Zeit zwischen 1246 (Tod des letzten Babenbergerherzogs Friedrich II.) und 1278 (Tod Ottokars von Böhmen).
Im Streit zwischen dem Salzburger Elekten Philipp von Spanheim und Graf Meinhard von Görz schlugen sich die Pfannberger Heinrich und Bernhard auf die Seite des Spanheimers, um ihre Salzburger Lehen in Kärnten und in der Steiermark nicht zu verlieren (Bündnis vom 1. Juni 1250 zu Fohnsdorf; in der Urkunde sind etliche Pfannberger Dienstmannen als Bürgen angeführt). In den Folgejahren ist die Haltung der Brüder nicht eindeutig: Heinrich ließ sich von Bela von Ungarn bestechen, der für seinen Sohn die steirische Herzogswürde anstrebte, 1252 schloss sich Heinrichs Bruder Ulrich im Namen aller Pfannberger an Ottokar von Böhmen an, der bereits Österreich regierte.
1253 hatte sich Ottokar soweit in der Steiermark etabliert, dass er Graf Heinrich von Pfannberg als Landeshauptmann einsetzte. Während des folgenden Krieges, den König Bela gegen Ottokar begonnen hatte, starb aber Ottokars Vater König Wenzel I. und Ottokar trat im Frieden von Ofen 1254 die Steiermark an Bela ab.

### Ungarische Herrschaft
Während der nächsten sechs Jahre waren die Pfannberger mit privaten Dingen (z. B. Schenkungen an St. Paul) beschäftigt; Ulrich († vor 1255) und Siegfried († vor 1260) traten von der Bühne des Lebens ab.
1256 beauftragte Papst Alexander IV. in einer Bulle König Bela als Herzog der Steiermark, das Kloster St. Paul gegen die Grafen Siegfried und Heinrich von Pfannberg in Schutz zu nehmen, welche demselben durch Raub großen Schaden zufügten. (K. Tangl verlegt das Datum dieser päpstlichen Bulle eher ins Jahr 1259, da mit Abt Leutold von 1248 bis 1258 den Pfannberger Brüdern ja ein freundlich gesinnter Vetter und erst ab 1258 mit Gerhard von Ennstal ein feindlich gesinnter Abt gegenübergestanden wäre.)
Am 26. Mai 1259 hielt Prinz Stephan als ungarischer Statthalter in Graz eine Gerichtsversammlung ab, in der er u. a. dem Stift Rein seine Privilegien bestätigte; Zeugen u. a. die Grafen Bernhard und Heinrich von Pfannberg; im selben Gericht wurde Heinrich verurteilt, dem Stift Rein für zugefügten Schaden Ersatz zu leisten.
Nach einem Ende 1259 erfolgten Aufstand der Steirer gegen die ungarische Herrschaft folgte ein Krieg zwischen König Ottokar und König Bela, der 1260 mit der Schlacht bei Kressenbrunn und der Abtretung der Steiermark an Ottokar endete.

### Böhmische Herrschaft
Ende 1260 ließ König Ottokar sich in Graz huldigen und bestätigte mehreren Stiften ihre Privilegien; erste Zeugen: die Grafen Bernhard und Heinrich von Pfannberg, dahinter andere aus Steiermark, Österreich und Böhmen. Am 24. Dezember desselben Jahres wurden in einer Gerichtsverhandlung unter Herzog Ottokar von Steiermark und Herzog Ulrich von Kärnten auf Klage des St. Pauler Abtes Gerhard die beiden Pfannberger Brüder dazu verurteilt, der angeblich angemaßten Stiftsvogtei zu entsagen.
1261 wurden die beiden Grafen dazu verurteilt, das Stift Rein in der Nutzung der Güter der ehemaligen Burg Helfenstein (nahe Rein, abgetragen durch Herzog Friedrich II.) nicht weiter zu behindern.
1264 waren die Pfannberger in eine Fehde mit dem Bistum Gurk verwickelt; der Streit um Burg Albeck und deren Güter war schon von Heinrichs Großonkel Ulrich I. von Peggau begonnen worden und wurde am Jahresende durch einen Vergleich beigelegt.
1268 mussten die beiden Grafen neben anderen steirischen Edlen am Feldzug Ottokars gegen die Preußen und Litauer teilnehmen, der von ihnen allen große Opfer verlangte und doch erfolglos blieb. Die Missstimmung der Steirer wurde immer lauter, zumal Ottokar schon 1265 vom Adel entwendeten herzoglichen Besitz zurückgefordert hatte; aber es kam noch schlimmer: Friedrich von Pettau, obwohl Untersteirer und Neffe der Pfannberger, beschuldigte angeblich bei Ottokar Bernhard von Pfannberg der Verschwörung gegen den König, Hartnid von Wildon als Mitwisser und Wulfing von Stubenberg und Ulrich von Liechtenstein als Teilnehmer. In der Folge wurden die vier und zusätzlich Heinrich eingekerkert und zum Verzicht auf ihre Burgen gezwungen:
- Graf Bernhard: Burgen Pfannberg, Peggau und St. Peter;
- Ulrich von Liechtenstein: Frauenburg, Murau und Liechtenstein;
- Hartnid von Wildon: Eppenstein, Primaresburg und Gleichenberg;
- Wulfing von Stubenberg: Kapfenberg, Katsch, Wulfingstein und Stubenberg;
- Friedrich von Pettau: Wurmberg (Vurberk bei Ptuj) und Schwanberg;
- Graf Heinrich: Kaisersberg, Straßegg (w. Gasen), Loschental (heute: Filialkirchlein Josefsberg) und Rabenstein

Ottokar ließ hierauf die Burgen Pfannberg, Peggau, Straßegg, Loschental, Murau, Liechtenstein, Primaresburg, Gleichenberg, Kapfenberg, Katsch, Wulfingstein, Stubenberg und Wurmberg zerstören, ließ die Gefangenen Urfehde schwören, dass sie sich am Verräter Friedrich von Pettau nicht rächen würden, beschenkte sie mit Kleinodien, Silber und kostbaren Gewändern und entließ sie in die Heimat. Den Hass dieser Männer gegen Ottokar zeigt die Geschichte der nächsten Jahre.
1269, nach dem Tod Herzog Ulrichs von Kärnten, schlossen sich die Pfannberger dem durch den geheimen Erbvertrag von Podiebrad ausgetricksten Bruder Ulrichs, Philipp von Spanheim, nicht mehr an, da sie ihn als zu schwach einschätzten. In der Folge mussten sie wohl oder übel am Feldzug Ottokars 1270 zur Inbesitznahme Krains und Kärntens teilnehmen.
Anlässlich des Krieges Ottokars 1271 gegen Ungarn konnte Graf Heinrich durch ein tapferes Wort erreichen, dass Ottokar den Steirern versprach, ihnen ihre eingezogenen Güter und Burgen zurückzugeben.
Nach dem Tode Graf Bernhards 1271 finden wir Heinrich im alleinigen Besitz der pfannbergischen Güter.
1271/72 ereignete sich die Folterung und Hinrichtung Seifrieds von Mahrenberg durch König Ottokar.
1273 wurde Rudolf von Habsburg zum deutschen König gewählt und mit König Ottokar ging's bergab: 1276 erfolgte der Reiner Schwur gegen Ottokar mit Graf Heinrich mit an führender Position. Sogleich wurden die steirischen Burgen und Städte erobert und die böhmische Besatzung vertrieben. Graf Heinrich erstürmte dabei die Stadt Judenburg. Auch Graz mit der Burg auf dem Schlossberg wurde schließlich im Sturm genommen, dem Statthalter Milota blieb nur die heimliche Flucht.
Anschließend schloss sich Heinrich mit seinen 300 Mann und den übrigen steirischen Edlen an Meinhard von Tirol-Görz an, der inzwischen Kärnten und Krain von der böhmischen Besatzung befreit hatte, und sie zogen nach Österreich, um sich mit König Rudolfs Streitmacht zu vereinigen. Angesichts der Übermacht des Reichsheeres unterwarf sich Ottokar (November 1276), verzichtete auf Österreich, Steiermark, Kärnten, Krain, die Windische Mark, Portenau und Eger und verpflichtete sich, Geiseln und Bürgen aus seiner Gewalt zu entlassen und widerrechtlich angeeignete Burgen und Besitzungen zurückzugeben.

### Habsburger Herrschaft
In Anbetracht ihrer besonderen Verdienste wurden Graf Heinrich von Pfannberg und Friedrich von Pettau von König Rudolf zu Obersten Landrichtern der Steiermark ernannt. (Hartnid von Wildon wurde das Amt eines Marschalls von Steiermark verliehen.) In den Folgejahren findet man Graf Heinrich als Zeugen in den wichtigsten königlichen Erlässen.
Auch an der entscheidenden Schlacht auf dem Marchfeld 1278 nahm Graf Heinrich mit 100 Rittern teil, indem er sich schon zu Kampfbeginn trotz seines fortgeschrittenen Alters voll ins Kampfgetümmel stürzte und auch als einer der ersten eine schwere Verwundung davontrug. In der Folge legte er das Amt des steirischen Obersten Landrichters nieder, 1279 findet man Friedrich von Pettau als Hauptmann von Steiermark.

### Privates
Privat war Graf Heinrich in seinen letzten Lebensjahren hauptsächlich bemüht, mit dem Stift St. Paul wieder ein freundschaftliches Verhältnis anzuknüpfen. Heinrichs größter Gegner Abt Gerhard war 1275 Bischof von Lavant geworden und mit dem neuen Abte Hermann konnte er am 13. Juni 1278 einen Vertrag schließen, der ihm die Lehen verschaffte, die der verstorbene Otto von Traberg (Unterdrauburg) besessen hatte, nämlich das Schloss Mahrenberg und die Vogtei am Remschnigg „zu Berge und zu Tal“ inklusive Schloss und Maut zu Traberg; dafür verzichtete er nochmals auf die Stiftsvogtei. Weiters übergab er dem Kloster sein Eigengut Veustriz (Bistrica an der Drau w. Maribor, zwischen Selnica und Viltus) und weitere Rechte im Lavanttal unter der Bedingung der Wiederverleihung an ihn und seine Söhne.
Seltsamerweise verlieh Abt Hermann schon am 6. Juli desselben Jahres die nämliche Vogtei am Remschnigg und um Traberg nochmals an Offo von Emmerberg-Mahrenberg. In der Folge befehdete Heinrich das Stift wieder; im September 1279 wurde ein schiedsrichterlicher Vergleich geschlossen und im Oktober von König Rudolf bestätigt.
Zwischen 1278 und 1282 gründete Graf Heinrich mit Zustimmung König Rudolfs als Landesherr den Markt Frohnleiten, der auch die neu errichtete Murbrücke zu betreuen hatte. Dieser Übergang gewann deshalb an Bedeutung, weil Graz von den letzten Babenbergern das Niederlagsrecht bekommen hatte und sich deshalb ein neuer Verkehrsweg am linken Murufer etablierte. Die alte Römerstraße rechts der Mur südlich der Brücke verlor an Bedeutung.
1282 findet man Graf Heinrich nur mehr in zwei Urkunden: Am 17. März befreite er das Nonnenkloster Mahrenberg von der Traberger Maut bezüglich Lebensmitteln und am 26. März zu Trixen verkaufte ihm Meinhard von Zeiselstorf die Veste Puchenstein (ö. Unterdrauburg).
Nach dem Totenbuch des Stiftes Rein ist er am 24. Juli gestorben.
Graf Heinrich wird von K. Tangl beschrieben als vollendete Persönlichkeit, jeder Zoll ein Ritter, bescheiden, tapfer und mannhaft, frommen und religiösen Sinnes, wahrheitsliebend, Mann der Tat eher als der Unterhandlung.

## Familie
Heinrich war (ab 1260) verheiratet mit Agnes von Plain-Hardegg, Tochter (oder Schwester) von Konrad III. (X 1260). Ihre Mutter war Euphemia von Ortenburg. Agnes’ letzte Erwähnung stammt vom 10. April 1298, da sie zu Ehrenhausen ihr freies Eigen und ihre Morgengabe im Lavanttal, nämlich die Burg Loschental und den Turm zu Lavamünd mit allem Zugehör, dem Erzstift Salzburg zu ewigem Besitze und als Seelengerät aufgab.
Mit Agnes hatte er drei Kinder:
- Hermann († 1287), ⚭ Elisabeth, Tochter von Ulrich von Heunburg (nach 1297 ⚭ II. Heinrich von Hohenlohe)
- Rainold († 1292), Abt von Rein (1280–1292)
- Ulrich IV. (* 1261, † nach 1318), ⚭ Margarethe (* 1268, † 8. Dezember 1292), Tochter von Ulrich von Heunburg und Agnes von Baden-Österreich